# Agatodoro
Agatodoro  è un nome proprio di persona italiano maschile.

## Varianti
- Femminili: Agatodora[1]

## Varianti in altre lingue
- Catalano: Agatodor[3]
- Greco antico: Ἀγαθόδωρος (Agathodoros)[4]
- Latino: Agathodorus[2][4]
- Russo: Агафодо́р (Agafodor)
- Spagnolo: Agatodoro[3]

## Origine e diffusione
Deriva dal nome greco antico Ἀγαθόδωρος (Agathodoros), composto da ἀγαθὸς (agathos, "bene", da cui anche Agata, Agatangelo, Agatone, Agazio e Agatocle) e δῶρον (doron, "dono", presente anche in Metrodoro, Menodoro e Teodora): il significato può essere interpretato come "persona dotata", "buon dono", "donatore di beni".
In Italia gode di scarsa diffusione.

## Onomastico
L'onomastico si può festeggiare in memoria di più santi, alle date seguenti:
- 2 febbraio, sant'Agatodoro, martire a Tiana in Cappadocia[5]
- 4 o 7 marzo, sant'Agatodoro, martire con altri compagni nel Chersoneso[3][5][6][7]
- 13 aprile, sant'Agatodoro, martire con i santi Agatonica e Papilo a Pergamo, sotto Decio[5]